# Жерико (Параиба)
Жерико (порт. Jericó) — муниципалитет в Бразилии, входит в штат Параиба. Составная часть мезорегиона Сертан штата Параиба. Входит в экономико-статистический микрорегион Католе-ду-Роша. Население составляет 7539 человек на 2006 год. Занимает площадь 179,311 км². Плотность населения — 42,0 чел./км².
Праздник города — 8 мая.

## Статистика
- Валовой внутренний продукт на 2003 год составляет 14 551 711,00 реалов (данные: Бразильский институт географии и статистики).
- Валовой внутренний продукт на душу населения на 2003 год составляет 1944,90 реалов (данные: Бразильский институт географии и статистики).
- Индекс развития человеческого потенциала на 2000 год составляет 0,610 (данные: Программа развития ООН).